# Trogon kostarykański
Trogon kostarykański (Trogon clathratus) – gatunek średniej wielkości ptaka z rodziny trogonów (Trogonidae). Występuje we wschodniej Ameryce Centralnej. Opisany po raz pierwszy w 1866. Jest gatunkiem najmniejszej troski.

## Systematyka
Gatunek ten po raz pierwszy zgodnie z zasadami nazewnictwa binominalnego opisał Osbert Salvin pod nazwą Trogon clathratus. Opis ukazał się w 1866 roku w „Proceedings of the Zoological Society of London”. Jako miejsce typowe autor wskazał Veragua (Santa Fé de Veragua) w prowincji Veraguas w Panamie. Najbliżej spokrewnionymi z trogonem kostarykańskim są trogony: krasnodzioby (T. massena), białooki (T. comptus) i czarnosterny (T. melanurus). Nie wyróżnia się podgatunków.

### Etymologia
- Trogon: gr. τρωγων trōgōn „owocożerny, gryzący”, od τρωγω trōgō „gryźć”[10].
- clathratus: łac. clathratus – „pokryty, zdobiony kratką”[11].

## Morfologia
Średniej wielkości ptak o masie ciała około 130 g i długości 30 cm. Występuje dymorfizm płciowy. Samce mają średniej wielkości, dosyć mocny, żółty dziób i białawe tęczówki. Twarz i gardło czarniawe. Górna część głowy, kark, górna część ciała i pierś ciemnoniebiesko-zielone. Brzuch i boki ciała różowo-czerwone. Ogon niebieskawo-zielony. Pokrywy skrzydeł są niebiesko-szare i szare. Sterówki środkowe z wierzchu niebieskawo-zielone, od spodu popielate z poprzecznymi wąskimi białawymi prążkami. Samice mają ciemną górną szczękę, białawe tęczówki. Twarz i podbródek brązowoszare, reszta głowy, kark, górne części ciała, skrzydła i ogon popielate. Spód ogona prążkowany jak u samców, ale prążkowanie jest widoczne głównie na zewnętrznych częściach chorągiewek, a ponadto krótsze sterówki mają białawe końcówki. Oliwkowołupkowe piersi, brązowoszara górna część brzucha i różowa dolna.

## Zasięg występowania
Trogon kostarykański występuje głównie na karaibskich wybrzeżach Panamy i Kostaryki, a tylko lokalnie na ich wybrzeżach od strony Pacyfiku. Jest gatunkiem osiadłym, stwierdzono tylko niewielkie migracje wysokościowe w porze deszczowej. Jego zasięg występowania według szacunków organizacji BirdLife International obejmuje 39,8 tys. km².

## Ekologia
Głównym habitatem trogona kostarykańskiego są wilgotne lasy u podnóża i na niższych zboczach gór; czasem pojawia się na obrzeżach lasów lub w przyległych półotwartych i zacienionych obszarach; ptaki przebywają głównie w środkowych piętrach lasu. Występują na wysokościach od 90 m n.p.m. do 1400 m n.p.m.
Dieta składa się z owoców głównie z rodziny wawrzynowatych, także dużych owadów, czasami niewielkich płazów bezogonowych i jaszczurek. Długość pokolenia jest określana na 7,3 lat.

### Rozmnażanie
Niewiele wiadomo o rozmnażaniu tego gatunku. Sezon lęgowy najprawdopodobniej trwa od lutego do maja. Gniazda buduje w gnijących pniach lub kłodach. Spotykano także gniazda w termitierach na wysokości 5–8 m nad poziomem ziemi. Informacje o jajach, wysiadywaniu oraz pisklętach nie są udokumentowane.

## Status
W Czerwonej księdze gatunków zagrożonych IUCN trogon kostarykański jest klasyfikowany jako gatunek najmniejszej troski (LC – Least Concern). Liczebność populacji nie jest oszacowana, a gatunek opisuje się jako rzadki (uncommon). Trend liczebności populacji oceniany jest jako spadkowy ze względu na niszczenie siedlisk.